# Rue Hullos
La rue Hullos est une rue liégeoise qui va de la rue Sainte-Marguerite à la rue Bidaut.

## Odonymie
« Hullos » ou « Hollius » est le nom donné par Jean d'Outremeuse au forgeron légendaire originaire de Plainevaux Gilles d'Orval qui aurait découvert la houille en Publémont au XIIe siècle.

## Architecture et monuments
La rue présente principalement des maisons construites à la fin du XIXe siècle et au début du XXe siècle.
- architecte Edgard Thibeau : no 93, 95 (maisons).
- architecte J. Tombeux : no 109,11 (maisons).
- devant le no 54 (commissariat de police) : monument (buste) de Louis Rademecker. Inscription sur le monument : « Louis Rademecker - Commissaire de police mort en héros à la citadelle de Liège le 14 mars 1943 - Mieux vaut mourir debout que vivre à genoux »

## Rues adjacentes
- Rue Sainte-Marguerite
- Rue de l'Aumonier
- Rue d'Awans
- Rue Éracle
- Rue Publémont
- Rue de Waroux
- Rue Bidaut